# Deutsche Grammophon
Deutsche Grammophon é uma importante gravadora de música clássica, com sede em Hanôver, Alemanha.
O selo foi propriedade da gravadora PolyGram. A atual distribuidora dos discos da Deutsche Grammophon é a multinacional Universal Music. É a gravadora mais antiga do mundo ainda em atividade.

## Intérpretes que gravaram pela Deutsche Grammophon
- Wilhelm Kempff;
- Herbert von Karajan;
- Karl Böhm;
- Daniel Barenboim;
- Maurizio Pollini;
- Leonard Bernstein;
- Maria João Pires;
- David Garrett;
- Grace Bumbry;
- Lang Lang;
- Hilary Hahn.